# 中川村 (群馬県)
中川村（なかがわむら）は、群馬県中央部、群馬郡に属していた村。

## 地理
- 河川：井野川、天王川

## 歴史
- 1889年（明治22年）4月1日 - 町村制施行により、周辺5村（大八木村、小八木村、井野村、正観寺村、浜尻村）が合併し西群馬郡中川村が成立する。
- 1896年（明治29年）4月1日 - 郡の統合（西群馬郡と片岡郡の統合）により群馬郡に所属する。
- 1955年（昭和30年）1月20日 - 群馬郡新高尾村の一部、碓氷郡八幡村、豊岡村とともに高崎市へ編入する。